# Iryna Veresjtjuk
Iryna Adrijivna Veresjtjuk (ukrainska: Ірина Андріївна Верещук), född 30 november 1979 i Rava-Ruska i Lviv-regionen, är en ukrainsk aktivist, jurist och politiker.
Veresjtjuk studerade 1997 till 2002 vid en militärakademi, där militärt ledarskap och taktik varit en del av utbildningen. Vid universitetet i Lviv studerade hon även juridik och hon arbetade under en period som advokat i Rava-Ruska.
I oktober 2010 blev hon den yngsta kvinnliga borgmästaren i Ukraina i Rava-Ruska.
I parlamentsvalet 2019 kandiderade Veresjtjuk för partiet Folkets tjänare och 4 november 2021 utsågs hon till vice premiärminister - minister för återintegrering av de tillfälligt ockuperade områdena i Ukraina.